# Корнейчик, Натали
Натали́ Корне́йчик (эст. Natalie Korneitsik) — эстонская модель и журналистка, вице-мисс «Мисс Эстония», участница международного конкурса красоты «Мисс Вселенная 2012».

## Биография
Натали Корнейчик родилась в Таллине (в одних источниках упоминается дата рождения 30 декабря 1989 года, согласно другим, она родилась в 1991 или в 1992 году).
Натали Корнейчик в возрасте 15 лет участвовала в Конгрессе Европейского парламента и её политические эссе привлекли внимание общественности. В возрасте 16 лет Натали решила начать карьеру в модельном бизнесе. Её заметило модельное агентство «Elite Model Management» и она переехала в Милан.
В 2012 году представляла Эстонию на международном конкурса красоты «Мисс Вселенная 2012», который проходил в Лас-Вегасе. По его итогам в топ-16 она не вошла.
Натали проживает в Мексике, где работает на телевидении. Она стала первой эстонкой, которая стала работать на мексиканском телевидении, а для этого она выучила испанский язык за шесть месяцев.